# Владо Кецман
Владо Кецман (Буковача код Петровца, 22. децембар 1924 — 2005) био је југословенски и српски књижевник, публициста, сценариста, учесник Другог свјетског рата, носилац Партизанске споменице и друштвено-политички радник.

## Биографија
Владо Кецман Дајичић је рођен 22. децембра 1924. године у Буковачи код Петровца, од оца Драгољуба и мајке Милке. Године 1941, са 17 година, укључио се у рат. Био је члан СКОј-а и организатор дјеловања ове организације у свом родном мјесту. Једно вријеме био је омладински руководилац у Босанској Крајини и средњој Босни. Потом је био политички и партијски радник у јединицама НОВ и ПОЈ. Био је организациони секретар Среског комитета КПЈ у Петровцу. Послије рата је завршио Факултет политичких наука „Вељко Влаховић” у Сарајеву.
Након рата радио је у руководећим органима Службе државне безбједности и Републичког секретаријата унутрашњих послова Босне и Херцеговине у Сарајеву. Објавио је више репортажа, записа, прича и фељтона из рата и послијератног периода. Сценариста је већег броја документарних филмова из НОБ и ТВ репортажа за ТВ Сарајево. Сценариста је документарних филмова Воз којим се маштала будућност (1974), Класје под црвеним заставама (1974), Уз друга је друг (1975), Нурија Поздерац (1977), Сјећање из Мркоњић Града (1978), У штабу генерала С. Родића (1981).
Носилац је Партизанске споменице 1941.
До 1992. године живио је у Сарајеву. Умро је 2005. године. Сахрањен је у Буковачи.

## Књижевни рад
Владо Кецман се бавио књижевним и публицистичким радом. Током свог радног вијека објавио је више књига, мемоарских чланака, научно-стручних чланака, репортажа, записа, прича и фељтона из рата и послијератног периода изградње земље. Такође је и сценариста већег броја документарних филмова које за тематику имају Народноослободилачку борбу, а аутор је и већег броја ТВ репортажа, које је радио за ТВ Сарајево. Исто тако, бавио се и рецензентским радом.
Био је члан и предсједник Редакцијског одбора зборника сјећања Петровац у НОБ. Овај зборник је био обогаћен анегдотама које је Владо Кецман забиљежио у петровачком крају. Поред анегдота, које су објављене као пратеће приче, у седам томова овог зборника објавио је и приче Скица за хронику III одреда и Народ је правда (II том), Формирање Народноослободилачког одбора у Буковачи (III том), Петровачке радне чете и батаљони у првој омладинској пољопривредној радној бригади у Кључу и Саници 1942. године и Пионирски покрет (IV том), Црвена смрт (V том), Народни трибун Миле Балабан (VI том), те Засједа на Оштрељској цести, Дјеца у народноослободилачком рату, Сузе и Милин гај (VII том). Објавио је књиге Мали ратници, Смијех и подсмијех, Класје под црвеним заставама, Марија Бурсаћ и др. Владо је био веома плодан писац. Он је готово једини првоборац који је опширно описао догађаје из НОБ на петровачком подручју.